# Chambre d'hôtes
Pour les articles homonymes, voir B&B.

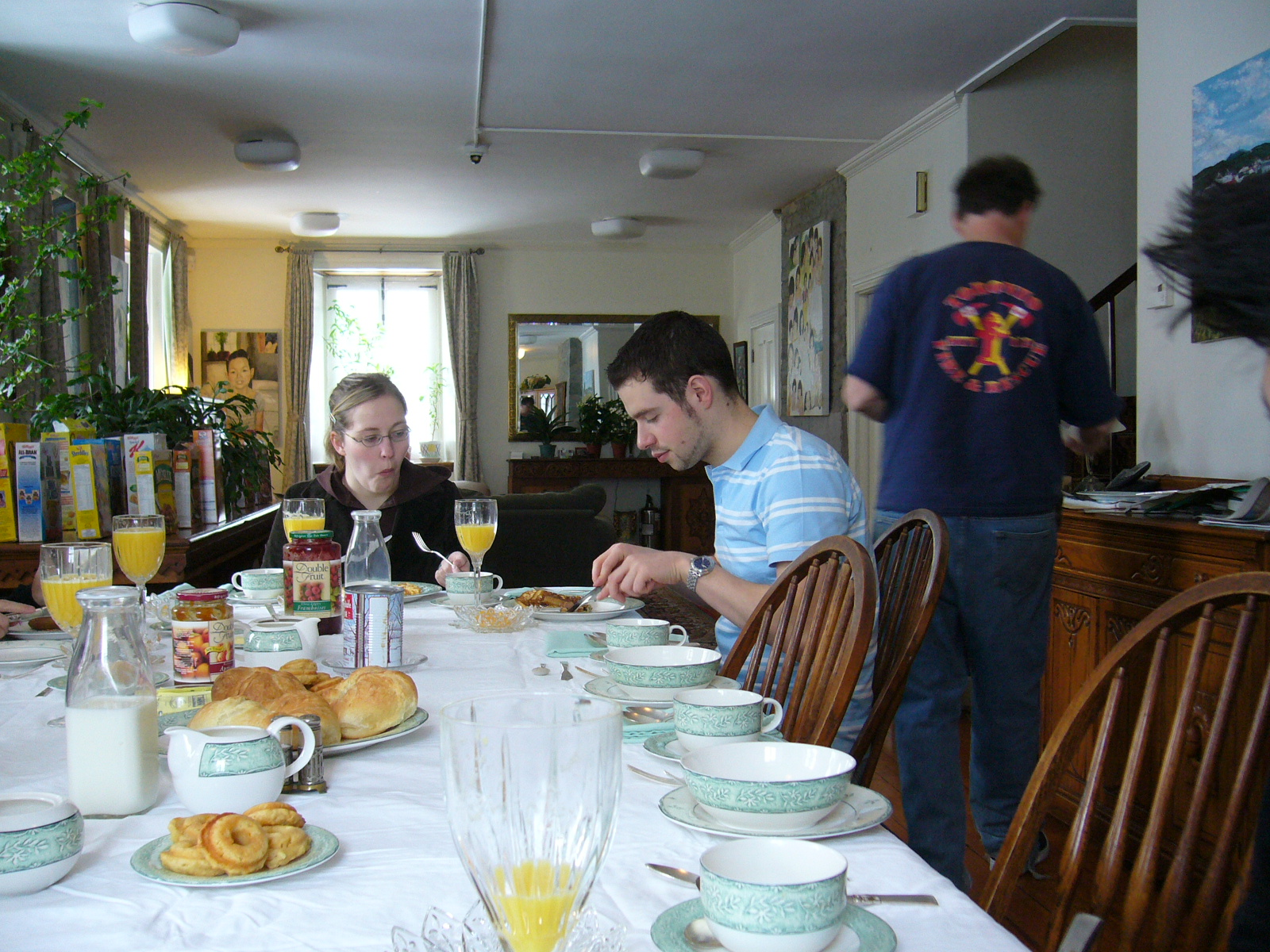
Petit-déjeuner dans un « gîte touristique » à Québec, au Canada.

Les chambres d'hôtes (en anglais, bed & breakfast ou B&B) sont des chambres meublées situées chez l'habitant, prévues pour accueillir des touristes à titre onéreux, pour une ou plusieurs nuitées avec le petit déjeuner et pouvant être assorties de prestations.
Les « chambres d'hôtes » (France, Belgique, Luxembourg, Suisse, Vallée d'Aoste, Madagascar) existent sous d'autres appellations à travers le monde, comme « gîte touristique » (au Québec) ou encore pouvant être assimilées au « Bed and Breakfast » (littéralement « lit et petit-déjeuner », parfois présenté sous la forme du sigle « B&B ») dans les pays anglophones ou à la Fremdenzimmer dans les pays germanophones (Allemagne, Autriche, Suisse, Tyrol du sud italien).
La maison proposant une ou plusieurs chambres d'hôtes peut être qualifiée de maison d'hôtes.

## Histoire

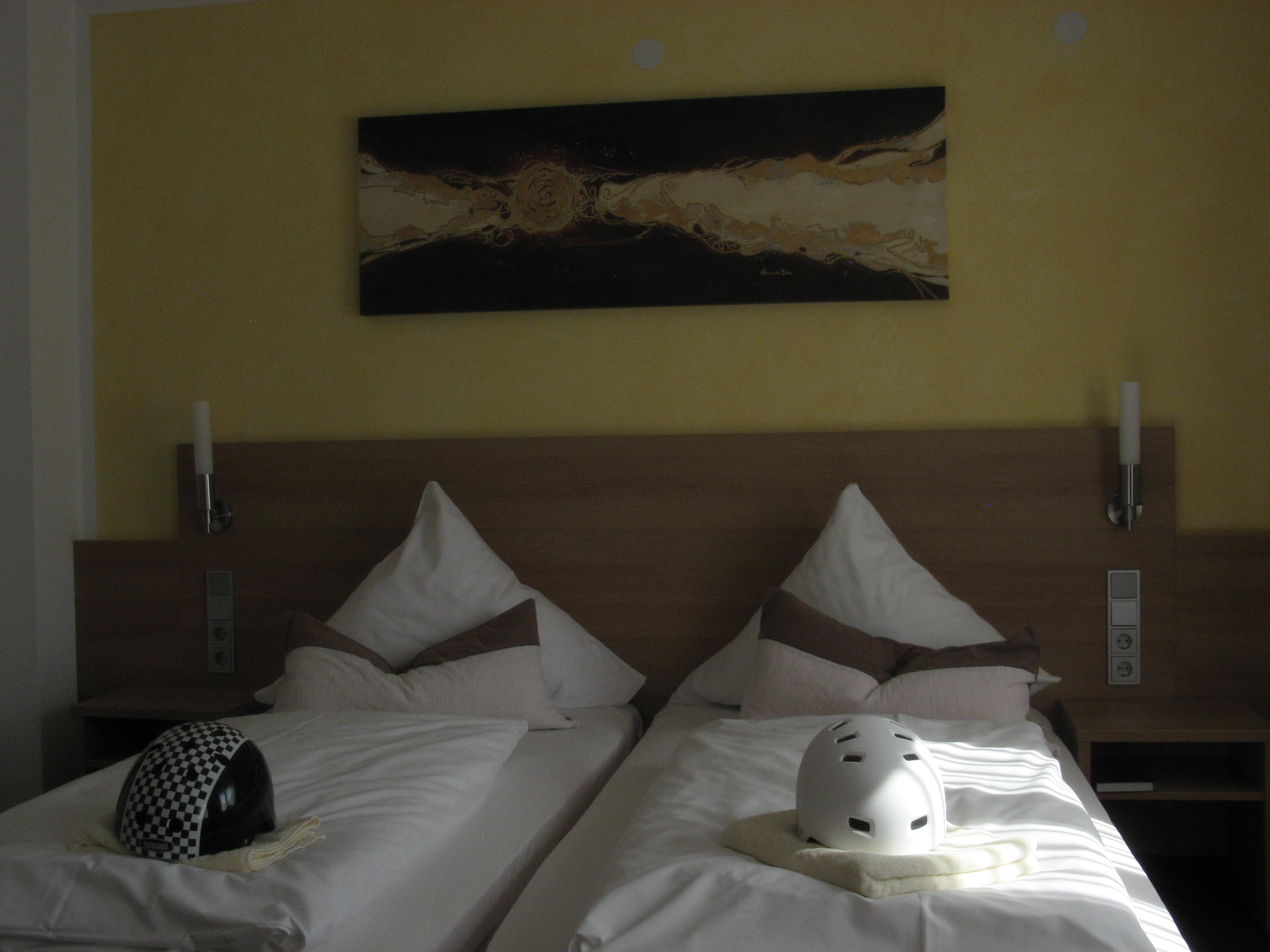
Chambre d'hôtes (Fremdenzimmer) en Bavière.

Le terme « chambre d’hôtes » trouve son origine lointaine dans la vocation hospitalière des institutions religieuses. Dès 817, à l’occasion du Concile d'Aix-la-Chapelle consacré à la discipline monastique, Louis Ier demande que les monastères comportent dans leurs dépendances au moins une « chambre d’hôtes » affectée à l’accueil des pauvres.
Les chambres d'hôtes sont apparues en Europe centrale au XIXe siècle, et se sont développées, comme les gîtes ruraux, dans la seconde moitié du XXe siècle[réf. souhaitée]. Les chambres d'hôtes qui proposaient initialement une forme de tourisme rural en complément d'une activité agricole se développent maintenant aussi en ville. En 1912, Abel Ballif, président du Touring Club de France, invite les Parisiens à aller à la campagne pour vivre comme des campagnards, dans des chambres spécialement aménagées : la "chambre de l'hôte".
Dans son usage moderne, l’apparition du terme et son développement sont étroitement liés à la montée en puissance du tourisme rural, les pays d’Europe centrale étant précurseurs dans ce développement. L’accueil en chambre d’hôtes dans sa vocation touristique est apparu en Allemagne au tout début du XIXe siècle : par imitation des familles fortunées de la ville de Brême qui disposaient de villégiatures à la campagne, la bourgeoisie moyenne de cette ville prit l’habitude de séjourner pendant l’été, moyennant rémunération, chez des agriculteurs qui leur proposaient l’hébergement et l’accès, pour leur personnel de service, à la cuisine de leur maison. Ce mode d’hébergement « chez l’habitant » est devenu populaire dans la région autrichienne du Tyrol à la fin du XIXe siècle, mais s’est surtout développé en Europe  dans la seconde moitié du XXe siècle et en particulier à partir des années 1960 lorsque l’offre d’hébergement en milieu rural a été complétée par une proposition d’activités de loisirs.
En France, le terme est consacré pour la première fois en 1948 par la Commission de modernisation du Tourisme français au Commissariat général du Plan qui recommande la promotion de cette forme d’hébergement touristique ainsi que celle des gites ruraux. Il ne sera pourtant reconnu que beaucoup plus tard par la législation, qui continuera à assimiler les chambres d’hôtes aux meublés de tourisme jusqu’au début du XXIe siècle.

## Catégories et labels

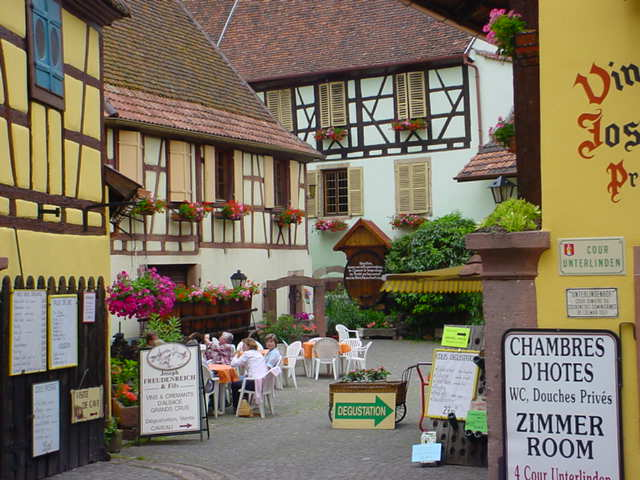
Chambre d'hôtes chez un vigneron d'Eguisheim.

Contrairement aux logements meublés saisonniers et aux hôtels, les chambres d'hôte n'ont pas de classement qualitatif officiel. Cependant des labels privés sont distribués par des réseaux commerciaux ont été mis en place comme Accueil paysan, Clévacances, Fleurs de soleil, Gîtes de France, ou encore Bienvenue à la ferme.

## Fonctionnement
Les invités sont accueillis chez l'habitant qui les reçoit dans sa maison. L'accueil est personnalisé, les hôtes présentent généralement le lieu et son histoire. Ils ont également la possibilité de fournir un livret d'accueil en format papier ou numérique, offrant à leurs invités toutes les informations nécessaires sur la maison, les activités locales et les recommandations de restaurants et de sites touristiques à découvrir. La chambre fait l’objet d’un prix à la nuitée et le petit déjeuner fait partie de l'accueil, il s'agit d'une prestation groupée. Le petit déjeuner peut être pris en commun dans la salle à manger ou la cuisine familiale ou dans une salle spéciale. Le partage des autres repas de la famille est possible (principalement le soir) en table d'hôtes, une participation forfaitaire est demandée. Le repas en table d'hôtes a un fort caractère convivial. Il permet de discuter avec les propriétaires et les autres résidents autour de plats le plus souvent régionaux.[à recycler]

## Chiffres
En France, d'après le ministère du Tourisme, il y avait 25 300 Chambres d’hôtes des principales fédérations professionnelles soit environ 50 600 lits au 1er janvier 2018. 21 168 chambres d'hôtes étaient labellisées Gîtes de France, 3 427 Clévacances, 409 Fleurs de soleil et 723 Accueil paysan. La région avec le plus gros effectif était Rhône-Alpes avec 3 680 chambres d'hôtes. Selon Accueillir Magazine, le magazine spécialisé du secteur, il y aurait en tout environ 60 000 chambres d'hôtes labellisées ou indépendantes non-labellisées. Dans de nombreux villages, les chambres d'hôtes sont la seule forme d'hébergement proposée. Il s'agit d'un élément essentiel pour l'activité de ces communes. Cependant 6 % des chambres d'hôtes seraient situées en milieu urbain. Dans le peloton de tête national on trouve Paris avec 600 chambres, Marseille 164, Aix-en-Provence 80 puis Lyon 75. Pour ce qui est des capitales européennes, Paris arrive en 3e position derrière Londres avec 1 600 chambres et Rome avec  708 chambres[réf. incomplète].
En Belgique, après une phase de croissance, le secteur du tourisme était demandeur de recentrer le produit touristique, d'encourager la qualité. Le secteur des chambres d'hôtes est en croissance annuelle depuis 15 ans. À titre d'exemple, à Bruxelles en 2011, l'activité des chambres d'hôtes a représenté en base annuelle :
- 3 800 réservations
- 19 000 nuitées
- 5 640 visiteurs
- près de 250 chambres d'hôtes pour plus de 500 chambres
- Moyenne Française du prix de la nuitée 2 personnes : 86 € [21]
- Moyenne Française du nombre de lits par établissement : 9

## Réglementation

### Belgique
Les questions relatives au tourisme font partie, en Belgique, des matières qui sont déléguées aux trois communautés par l’article 127 de la Constitution, avec la possibilité de les subdéléguer, pour ce qui concerne la communauté française,  aux institutions régionales.
Dans la partie francophone de la Région de Bruxelles-Capitale, l’activité d’accueil en chambre d’hôtes est régie par un décret de 1999 modifié en 2010. Ce texte limite le nombre de chambres pouvant être proposées par un exploitant à trois. Il soumet l’exercice de l’activité à l’obtention préalable d’une autorisation délivrée par le Collège communautaire. Outre des prescriptions détaillées relatives au confort des installations, le régime réglementaire en vigueur impose le service du petit-déjeuner et une ouverture au moins quatre mois par an.
En Wallonie, les chambres d’hôtes appartiennent à la catégorie des « hébergements touristiques de terroir » et sont régies par des dispositions spécifiques du Code wallon du tourisme. Le terme générique de « chambre d’hôtes » peut être complété par la mention « à la ferme » si les chambres sont aménagées dans une exploitation agricole en activité. Un exploitant ne peut pas proposer plus de cinq chambres d’hôtes, et devra recourir à l’appellation « maison d’hôtes » si l’immeuble comporte plus de trois chambres destinées à l’hébergement. L’exploitant titulaire de l’autorisation doit assurer personnellement l’accueil des clients, et proposer obligatoirement la prestation de petit-déjeuner. Il doit exercer son activité pendant un minimum de quatre mois dans l’année, dont un mois entre février et mai, deux mois entre juin et septembre et un mois entre octobre et janvier.

### France
En France, la chambre d'hôte est une catégorie fiscale relevant des bénéfices commerciaux en raison de prestations de service apportées, contrairement aux locations meublées saisonnières qui sont des revenus locatifs à caractère civil imposés comme bénéfices non commerciaux.
Selon les dispositions de la loi ALUR, le propriétaire qui veut louer tout ou partie de sa résidence principale n'a pas d'autorisation à demander en mairie. Pour que la location d'une chambre soit classée fiscalement comme « chambre d'hôte », il faut trois conditions: d'une part qu'elle soit située dans la demeure principale du loueur, d'autre part que celui-ci apporte des prestations de service comme un petit déjeûner ou du linge de maison, et enfin qu'elle soit déclarée à la mairie de la commune.
Ce n’est que très récemment que la législation française a officiellement reconnu l'activité de location de chambres d'hôtes comme une activité d’hébergement touristique bénéficiant d’un régime spécifique distinct à la fois de la location meublée et de l'hôtellerie,. Le Code du tourisme consacre l’existence des chambres d’hôtes dans sa partie législative et soumet l’exercice de cette activité à une déclaration préalable auprès de la mairie.
Cette consécration législative a été complétée par l’instauration de dispositions réglementaires qui limitent à un maximum de cinq chambres pour une capacité maximale de quinze personnes la taille des structures pouvant recourir à cette dénomination. Au-delà de cette capacité, la structure relève d'autres réglementations, celle relative aux hôtels ou de celle relative aux meublés de tourisme principalement.
La chambre d'hôtes doit respecter des règles spécifiques à l'activité,,. Les principales sont les suivantes : être située chez l’habitant dans sa résidence (même corps de bâtiment ou bâtiment annexe) avec un accueil assuré par l'habitant, être louée à la nuitée avec le petit déjeuner, être assortie de prestations comprenant au moins la fourniture du linge de maison, disposer d’un accès à un WC et à une salle d'eau et répondre à toutes les réglementations en vigueur dans les domaines de l’hygiène, de la sécurité et de la salubrité.
La table d'hôtes obéit à des règles permettant de la distinguer des activités commerciales de restaurant et de traiteur. Le repas ne peut être servi qu'à des hôtes séjournant dans l'une des chambres, un seul menu doit être proposé et le repas doit être pris à la table familiale, en compagnie du propriétaire. Pour les boissons alcoolisées, le propriétaire doit posséder une licence.
Les chambres d'hôtes sont soumises à la taxe de séjour dans les communes ou groupements de communes qui l'ont instituée. Elles bénéficient d'une catégorie propre avec un montant qui est fixe, ne bénéficiant pas de classement de qualité comme les chambres d'hôtel et les locations meublées.

### Canada

#### Québec
Le Québec n’utilise pas le terme « chambre d’hôtes », lui préférant celui de « gîte touristique ». Sous le régime d’une législation datant des années soixante, l’hébergement chez l’habitant était interdit ou à tout le moins strictement cantonné à des situations exceptionnelles. La loi sur les établissements d'hébergement touristique a mis un terme à cette interdiction et a permis l’introduction d’un régime spécifique aux gites. Cette loi a été complétée en 2001 par un règlement qui définit ce mode d’accueil comme un établissement où est offert de l'hébergement en chambres dans une résidence privée où l'exploitant réside et rend disponible au plus cinq chambres qui reçoivent un maximum de quinze personnes, incluant un service de petit-déjeuner servi sur place. Comme les autres catégories d’établissements, les gites sont astreints à une obligation de classification dont la procédure est confiée, par mandat ministériel, à la Corporation de l’industrie touristique du Québec (CITQ).

### Suisse
Il n’existe pas, en Suisse, de législation fédérale en matière de tourisme. Chaque canton a donc la liberté de développer une réglementation propre.

## Pour aller plus loin

#### Ouvrages
- Laurence Jegouzo, Le Droit du tourisme, Paris, Lextenso éditions, Gazette du Palais, 2012, 321 p. (ISBN 978-2-35971-018-2)
- Louis Jolin, Droit du tourisme au Québec, Montréal, Presses de l'Université du Québec, 2012 (ISBN 978-2-7605-3212-0)
- François Moinet, Tourisme rural : concevoir, créer, gérer, Paris, France Agricole, 2012, 5e éd., 430 p. (ISBN 978-2-85557-234-5)
- Caroline Kyberd, Conversation avec un créateur de chambres d’hôtes, Accueillir Editions, 2012, 3e éd. (ISBN 978-2-917724-13-2)
- Jean-Christophe Lefevre, Histoire de l'hôtellerie. Une approche économique, Editions Publibook, coll. « Histoire / Politique », 2011, 412 p. (ISBN 978-2-7483-7015-7), p. 290 et suivantes « Le succès des chambres d'hôte »

#### Articles, publications
- Yves Cinotti, Hospitalité touristique : conceptualisation et études de l’hospitalité des destinations et des maisons d’hôtes, Laboratoire MTE – ART-DEV FRE 3027 CNRS - Université de Perpignan, 2011, 320 p. (lire en ligne)
- Christophe Giraud, « Recevoir le touriste en ami. La mise en scène de l’accueil marchand en chambre d’hôtes », Actes de la recherche en sciences sociales, Le Seuil, vol. 5, no 170,‎ 2007 (ISBN 978-2-02096-626-9, lire en ligne)